# Erwan Kerou
Erwan Kerou (Lescastel, Plougonver, Costes del Nord, 1873 - 1956) fou un poeta en bretó. Cap al 1906 començà a escriure poemes en bretó, que foren publicats a Kroaz ar Vretoned i Ar Vro i lloats pel Gorsedd bretó, entre els quals cal destacar Emgan Alre (La batalla d'Auray) i Meulendi Ar Skoar, en honor de Jean-Marie Le Scour (Barz Rumengol).
En ocasió de la publicació d'un tecull de texts d'Erwan Kerou, l'emissió Red An Amzer de France3 Ouest li consagrà, el 22 de març de 2009, un reportatge que podeu veure a france3.fr Arxivat 2010-05-10 a Wayback Machine.